# Corbalán
Corbalán est une commune d’Espagne, dans la province de Teruel, communauté autonome d'Aragon comarque de Teruel.

## Articleconnexe
Liste des comarques d'Aragon